# Wózek transportowy

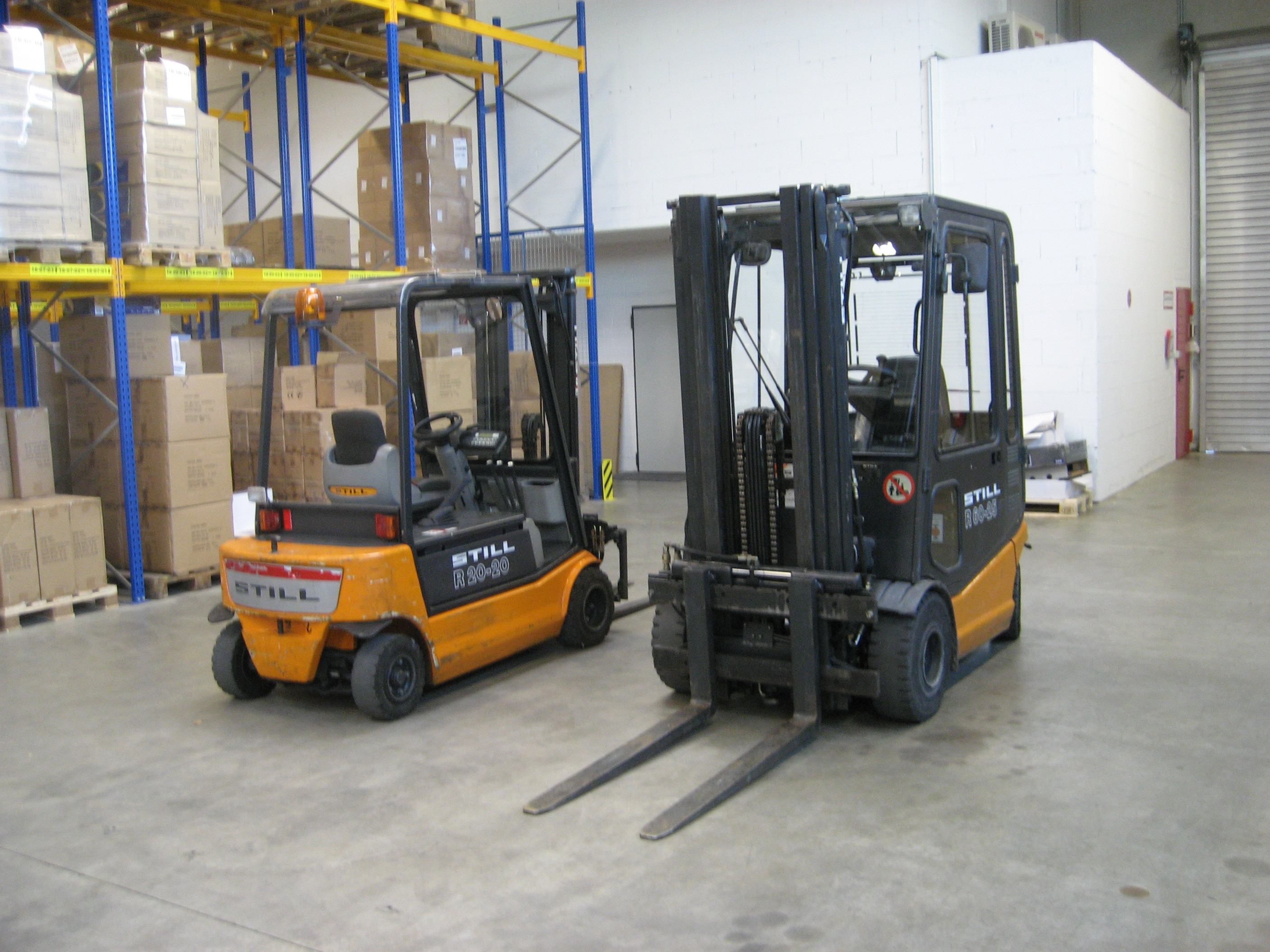
Wózki widłowe

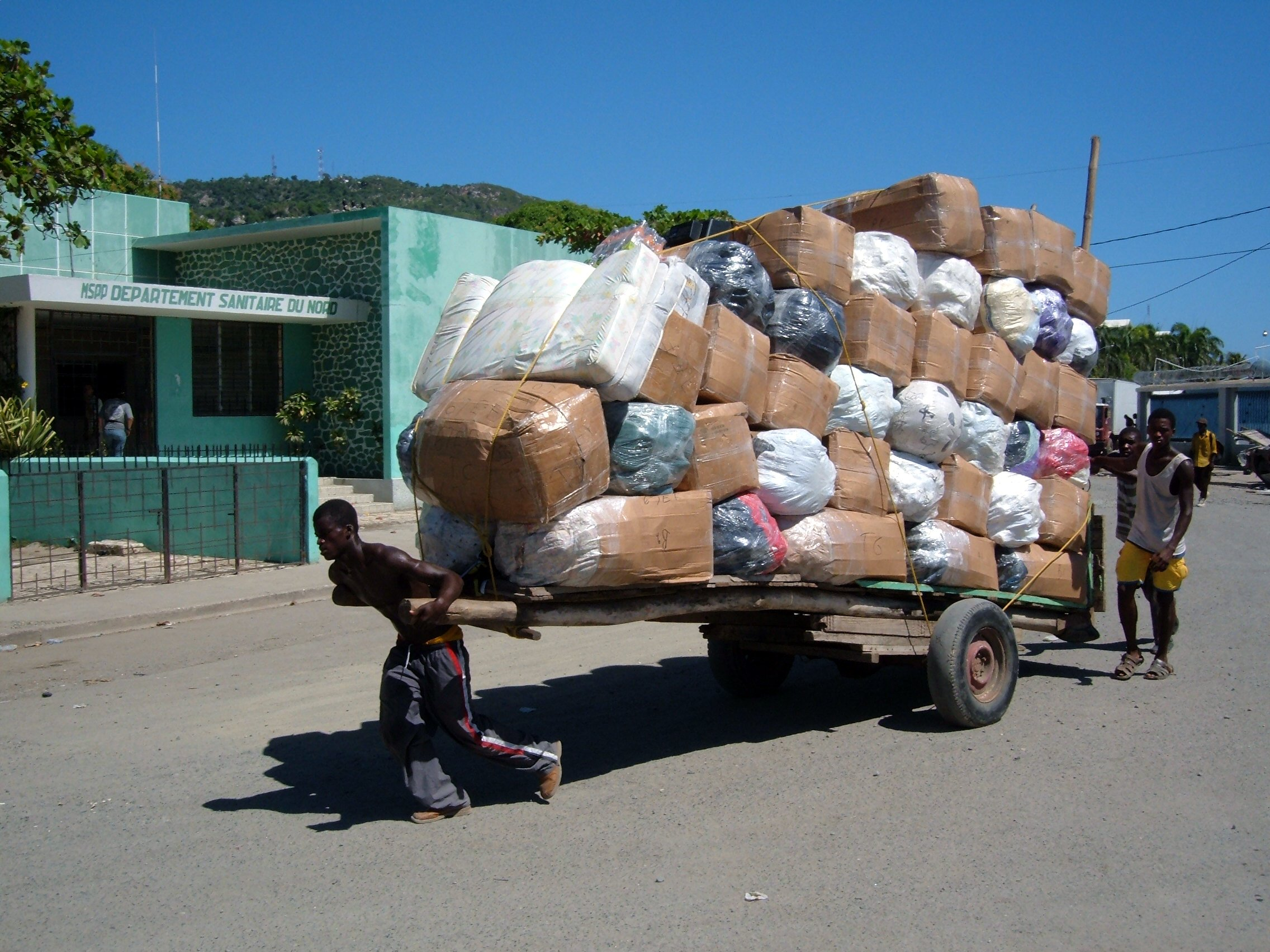
Wózek ręczny

Wózek transportowy – środek transportu wewnętrznego o zasięgu ograniczonym i ruchu przerywanym służący do transportu ładunków. Duża różnorodność wózków transportowych sprawia, że są one usystematyzowane według różnych kryteriów wynikających z ich cech konstrukcyjnych lub użytkowych. W zależności od warunków przemieszczania rozróżnia się wózki jezdniowe oraz szynowe.

## Rodzaje wózków
Urząd Dozoru Technicznego dzieli wózki na dwa główne typy wózków transportowych: podnośnikowe i unoszące. Nie wszystkie rodzaje wózków podlegają dozorowi technicznemu.

### Wózki podnośnikowe
Zgodnie z klasyfikacją podaną w PN-ISO 5053 z marca 1999 r. oraz postanowieniami rozporządzenia Rady Ministrów z 3 lutego 2003 r. zmieniające rozporządzenie w sprawie rodzajów urządzeń technicznych podlegających dozorowi technicznemu wózki podnoszące (podlegają dozorowi) określone jako wózki z przymocowaną platformą, widłami lub innymi urządzeniami do manipulowania ładunkami; przystosowane do podnoszenia ładunku spaletyzowanego lub niespaletyzowanego na wysokość umożliwiającą składowanie i pobieranie ładunku, a także układanie w gniazdach i podejmowanie z gniazd.
Dozorowi technicznemu podlegają wózki z mechanicznym napędem podnoszenia. Napęd mechaniczny to wszelkie rodzaje napędu (spalinowy, elektryczny, hydrauliczny) nie wymagające bezpośredniego działania siły mięśni podczas wykonywania czynności podnoszenia ładunku. Zgodnie z § 1 pkt 6 lit. l rozporządzenia Rady Ministrów z dnia 8 grudnia 2013 r. w sprawie rodzajów urządzeń technicznych podlegających dozorowi technicznemu (Dz.U. z 2012 r. poz. 1468) dozorowi technicznemu podlegają wózki jezdniowe podnośnikowe z mechanicznym napędem podnoszenia. Zatem zgodnie z art. 14 ust. 1 ustawy z dnia 21 grudnia 2000 r. o dozorze technicznym (Dz.U. z 2024 r. poz. 1194) mogą być one eksploatowane tylko na podstawie decyzji zezwalającej na ich eksploatację, wydanej przez organ właściwej jednostki dozoru technicznego. Do 1 maja 2004 r., zgodnie z art. 13 ustawy z dnia 3 kwietnia 1993 r. o badaniach i certyfikacji (Dz.U. z 1993 r. nr 55, poz. 250), wózki podlegały obowiązkowi certyfikacji na znak bezpieczeństwa lub wystawiania przez producenta deklaracji zgodności. Zgodnie z art. 13 ust. 5 pkt. 1 ustawy o badaniach i certyfikacji powyższy obowiązek nie dotyczył urządzeń technicznych podlegających dozorowi technicznemu na mocy przepisów o tym dozorze. W związku z powyższym od dnia 18 sierpnia 2003 r. wózki powinny być projektowane, wytwarzane, naprawiane, modernizowane oraz eksploatowane zgodnie z ich przeznaczeniem, w sposób zapewniający bezpieczeństwo ich eksploatacji zgodnie z przepisami ustawy z dnia 21 grudnia 2000 r. o dozorze technicznym i przepisami odrębnymi. Maszyny, w szczególności wózki jezdniowe podnośnikowe, są objęte postanowieniami dyrektywy 2006/42/WE w sprawie maszyn oraz postanowieniami innych dyrektyw szczegółowych, do których możemy zaliczyć dyrektywę 2004/108/WE dotyczącą kompatybilności elektromagnetycznej, dyrektywę 94/9/We dotyczącą pracy urządzeń przeznaczonych do pracy w przestrzeniach zagrożonych wybuchem oraz dyrektywę 2000/14/WE odnoszącą się do emisji hałasu do środowiska przez urządzenia używane na zewnątrz pomieszczeń. Produkowane obecnie na rynek UE mają wiele nowoczesnych rozwiązań konstrukcyjnych, które wyraźnie zwiększają bezpieczeństwo ich użytkowania. Do tych rozwiązań można zaliczyć m.in. napęd hydrostatyczny, systemy stabilizacji toru jazdy, ECS (ang. equipment control system) - system kontroli dostępu i zabezpieczenia pojazdu, LCS (ang. load control system) – system kontroli masy, MPCS (ang. mast position control system) – system kontroli pozycji pionowej masztu, czy RWS (ang. reverse warning system) – System Ostrzegawczy Cofania oraz funkcję jazdy w trybie pełzania, ograniczniki prędkości jazdy z podniesionym masztem. Transport mechaniczny konstrukcje chroniące operatora przed skutkami wywrócenia wózka oraz konstrukcje chroniące operatora przed spadającymi przedmiotami.

### Wózki unoszące
Wózki unoszące nie podlegają dozorowi technicznemu, określone jako wózki z przymocowaną platformą lub widłami, dostosowane do podnoszenia ładunku jedynie na wysokość umożliwiającą jego transport. Do ich obsługi nie są wymagane specjalistyczne uprawnienia UDT czy IMBiGS. Jednak nieprzestrzeganie przepisów i zasad BHP, brak wiedzy i świadomości o zagrożeniach związanych z eksploatacją takich maszyn wcale nie zmniejszają dopuszczalnego ryzyka związanego z pracą wykonywaną przy użyciu tych wózków. Stąd, zgodnie z rozporządzeniem Ministra Rozwoju i Finansów z dnia 15 grudnia 2017 r. w sprawie bezpieczeństwa i higieny pracy przy użytkowaniu wózków jezdniowych z napędem silnikowym operator takiej maszyny powinien mieć ukończone 18 lat i mieć imienne zezwolenie pracodawcy lub wykonawcy robót.

## Wymagania kwalifikacyjne operatorów
Według rozporządzenia (Dz.U. z 2001 r. nr 79, poz. 849) każda osoba obsługująca wózek unoszący musi posiadać odpowiednie uprawnienia. Istnieją dwa rodzaje dokumentów, które pozwalają zgodnie z prawem operować wózkiem jezdniowym na terenie całego kraju, z  ograniczeniem czasowym zgodnie z zapisami rozporządzenia :
- legitymacja UDT wystawiana po zdanym egzaminie państwowym przez Urząd Dozoru Technicznego
- Książka Operatora wystawiana przez Instytut Mechanizacji Budownictwa i Górnictwa Skalnego w Warszawie.

Kursanci często otrzymują też tak zwane zaświadczenia na drukach MEN lub certyfikaty. Mogą być one dodatkiem do legitymacji lub książki operatora. Samodzielnie nie uprawnia do obsługi. Stanowi o tym rozporządzenie (Dz.U. z 2002 r. nr 70, poz. 650).

## Rodzaje uprawnień na wózki jezdniowe

### III WJO – Wózki jezdniowe podnośnikowe prowadzone i zdalnie sterowane
To najniższa kategoria uprawnień. Obejmuje wózki z dowolnym napędem i wysokością podnoszenia. Jedynym warunkiem jest tu sterowanie przez operatora przebywającego poza wózkiem.
Wśród pojazdów, które może prowadzić osoba z tymi uprawnieniami, są:
- wózki naładowne
- wózki unoszące
- wózki ciągnikowe sterowane z poziomu roboczego za pomocą dyszla
- wózki podnośnikowe sterowane z poziomu roboczego za pomocą dyszla.

Wózki podnośnikowe sterowane z poziomu roboczego oraz wózki unoszące mogą być dodatkowo wyposażone w podest, na którym stoi operator podczas jazdy wózkiem.

### II WJO – wózki jezdniowe podnośnikowe z wyłączeniem specjalizowanych
To kategoria najpopularniejsza i najczęściej wybierana przez osoby chcące zostać operatorem wózka widłowego. Poziom II uprawnia do obsługi wózków jezdniowych z dowolnym napędem i bez ograniczeń wysokości podnoszenia i udźwigu, uprawnia też do obsługi wózków z III WJO. Uprawnienia zezwalają również na pracę z wózkami bocznymi. Ograniczenie w tej kategorii dotyczy obsługi wózków ze zmiennym wysięgiem i specjalizowanych.

### I WJO – wózki jezdniowe podnośnikowe, w tym specjalizowane, (z operatorem podnoszonym wraz z ładunkiem lub ze zmiennym wysięgiem)
Szkolenie uprawnia do obsługi wózków jezdniowych z dowolnym napędem i bez ograniczeń wysokości podnoszenia oraz udźwigu. Obejmuje swoim zakresem wózki należące do dwóch pozostałych kategorii

#### Wózki jezdniowe specjalizowane dzielone są na dwie kategorie
- Wózki jezdniowe specjalizowane ze zmiennym wysięgnikiem (tak zwane ładowarki teleskopowe)
- Wózki jezdniowe specjalizowane, które podnoszą do góry zarówno ładunek, jak i operatora[5].